# North Pekin (Illinois)
North Pekin es una villa ubicada en el condado de Tazewell en el estado estadounidense de Illinois. En el Censo de 2010 tenía una población de 1573 habitantes y una densidad poblacional de 355,79 personas por km².

## Geografía
North Pekin se encuentra ubicada en las coordenadas 40°36′29″N 89°36′56″O / 40.60806, -89.61556. Según la Oficina del Censo de los Estados Unidos, North Pekin tiene una superficie total de 4,42 km², de la cual 4,35 km² corresponden a tierra firme y (1,64%) 0,07 km² es agua.

## Demografía
Según el censo de 2010, había 1573 personas residiendo en North Pekin. La densidad de población era de 355,79 hab./km². De los 1573 habitantes, North Pekin estaba compuesto por el 97,58% blancos, el 0,83% eran afroamericanos, el 0,13% eran amerindios, el 0,19% eran asiáticos, el 0% eran isleños del Pacífico, el 0.32% eran de otras razas y el 0,95% pertenecían a dos o más razas. Del total de la población el 1,02% eran hispanos o latinos de cualquier raza.